# Zełenołużne
Zełenołużne (ukr. Зеленолужне) – wieś na Ukrainie w rejonie łuckim obwodu wołyńskiego.

## Historia
Wieś powstała po 1945 r.
Do 2020 w rejonie horochowskim. 